# Kmersko Carstvo
Jednom od najvažnijih civilizacija u Jugoistočnoj Aziji, Khmerskim Carstvom, od 9. do 15. stoljeća vladali su bogoliki kraljevi. Sebe i svoj narod slavili su veličanstvenim građevinama. Angkor, kraljevski glavni grad Khmera, osnovao je 802. godine Jayavarman II. Ljudi su nagrnuli u grad iz cijele regije. U 12. stoljeću sagrađen je Angkor Wat, remak-djelo Angkora. Nedugo nakon toga i grad i hram opljačkali su Chami, no za 50 godina ponovo ih je izgradio Jayavarman VII.

### Religija
Većina khmerskih kraljeva bili su hinduisti pa su zato mnogi kipovi u Angkoru spomenici hinduističkim bogovima. Neki su kraljevi zapravo smatrali da su božanski kraljevi ili bogokraljevi (devarājāḥ). Tako je, primjerice, hinduistički vladar Suryavarman II.  smatrao da je inkarnacija hinduističkog boga Višnua, dok je drugi među najvećim vladarima Kambodže Jayavarman VII. za sebe vjerovao da je inkarnacija Buddhe. 
Khmeri su za slonove vjerovali da imaju veliko vjersko značenje, stoga su ih lovili i dresirali za ratnu službu i parade. Jedna od najpoznatijih regimenta brojila je oko 200.000 slonova.

### Širenje carstva
Angkor, glavni grad khmerske kulture, bio je u današnjoj Kambodži. Na vrhuncu svoje moći, carstvo se prostiralo od Južnokineskog mora do Sijamskog zaljeva (današnji Tajland) a obuhvaćalo je današnju cijelu Kambodžu, istočni Tajland, Vijetnam i Laos.

## Angkor Wat
Angkor Wat je najveći khmerski hinduistički hram i bio je stoljećima najveća vjerska građevina na svijetu.Posvećen je bogu Višnuu. Sagrađen je od kamena, materijala rezerviranog za bogove, i za njegovo dovršenje bilo je potrebno oko 50.000 radnika te nešto više od 40 godina u vrijeme vladavine Sūryavarmana II. (1113. – 1150.)koji je došao na vlast ubojstvom strica. Legenda kaže da hram nisu gradili ljudi, već hinduistički bog Indra koji je stigao na Zemlju samo da bi sagradio hram. Na reljefima su prikazani prizori iz indijskih epova(Mahābhārata i Rāmāyaṇa), hinduističkih mitova (npr. vrcanje oceana mlijeka), khmerskog naroda u ratu te kraljevske procesije. Angkor Wat se obilazi obrnuto od smjera kazaljke na satu. Obilaženje tako predstavlja put kroz vrijeme unatrag sve do stvaranja svemira. Osim vremenske simbolike, hram je prepun i simbolike vezane uz svemirska prostranstva. Hramske knjižnice imaju četiri puta po sedam stepenica, što simbolizira četiri tjedna u mjesecu i sedam dana u tjednu. One posjeduju mjesečevu simboliku. S druge strane, tornjevi Angkor Wata u vezi su s kretanjem sunca tijekom godine. Najviši se toranj zove "Bakan". Iznad njega se prividno uzdiže sunce u vrijeme proljetne ravnodnevnice rano ujutro. Iznad lijevoga tornja uzdiže se sunce u zoru u vrijeme zimskoga solsticija, dok se iznad desnog tornja uzdiže sunce na dan ljetnog solsticija neposredno nakon svitanja. 
Povijesni događaji, dvorski život i parade urezbareni su u zidine Bayona, posljednjeg velikoga khmerskoga hrama sagrađenog u Angkoru. Sin Dharaṇindravarmana II, Jayavarman VII., izgradio je Bayon oko 1200. godine kao spomen na pobjedu nad susjednim narodom Cham koji je napao Angkor 1177. godine. 

### Jayavarman VII
Junački Jayavarman VII (1181. – 1219.) bio je vođa Khmera. Nakon što su Chami razorili Angkor, Jayavarman je predvodio uspješan protunapad te ohrabrivao svoj narod da obnovi Angkor. Tijekom svog dugog života sagradio je novi hram, Bayon, kao spomen na svoje pobjede. Masivna kamena lica uklesana na vanjskim zidovima hrama predstavljaju Jayavarmana, a podsjećaju i na Buddhu. Jayavarman je promijenio državnu religiju iz hinduizma u budizam.

### Ratarstvo i hrana
Uspjeh Khmera je posljedica njihove sofisticirane poljoprivrede. Za hranjenje goleme populacije untar zidova hramskih palača bio je potreban napredan sustav. Graditelji su gradili mreže kanala koji su, osim što je u njima bilo ribe, u sušnoj sezoni navodnjavali rižina polja i stabla voćaka te tako osiguravali obilnu žetvu. Zbog toga je ovo carstvo postalo najbogatije u Jugoistočnoj Aziji.

## Pad
Susjedni sijamski narod Thai napao je Angkor 1431. godine. To je, zajedno s visokom cijenom održavanja spomenika, dovelo do propasti ovog velikog grada. Angkor je ubrzo napušten. Stoljećima je vegetacija džungle prekrivala hram i Angkor je postao poznat kao "Izgubljeni grad". Godine 1861. ponovo ga je otkrio francuski prirodoslovac Henri Mouhot.

### Poveznice
- Angkor Wat

## Vanjske poveznice
Sestrinski projekti
|  | Zajednički poslužitelj ima još gradiva o temi Kmersko Carstvo |